# ファントムワークス

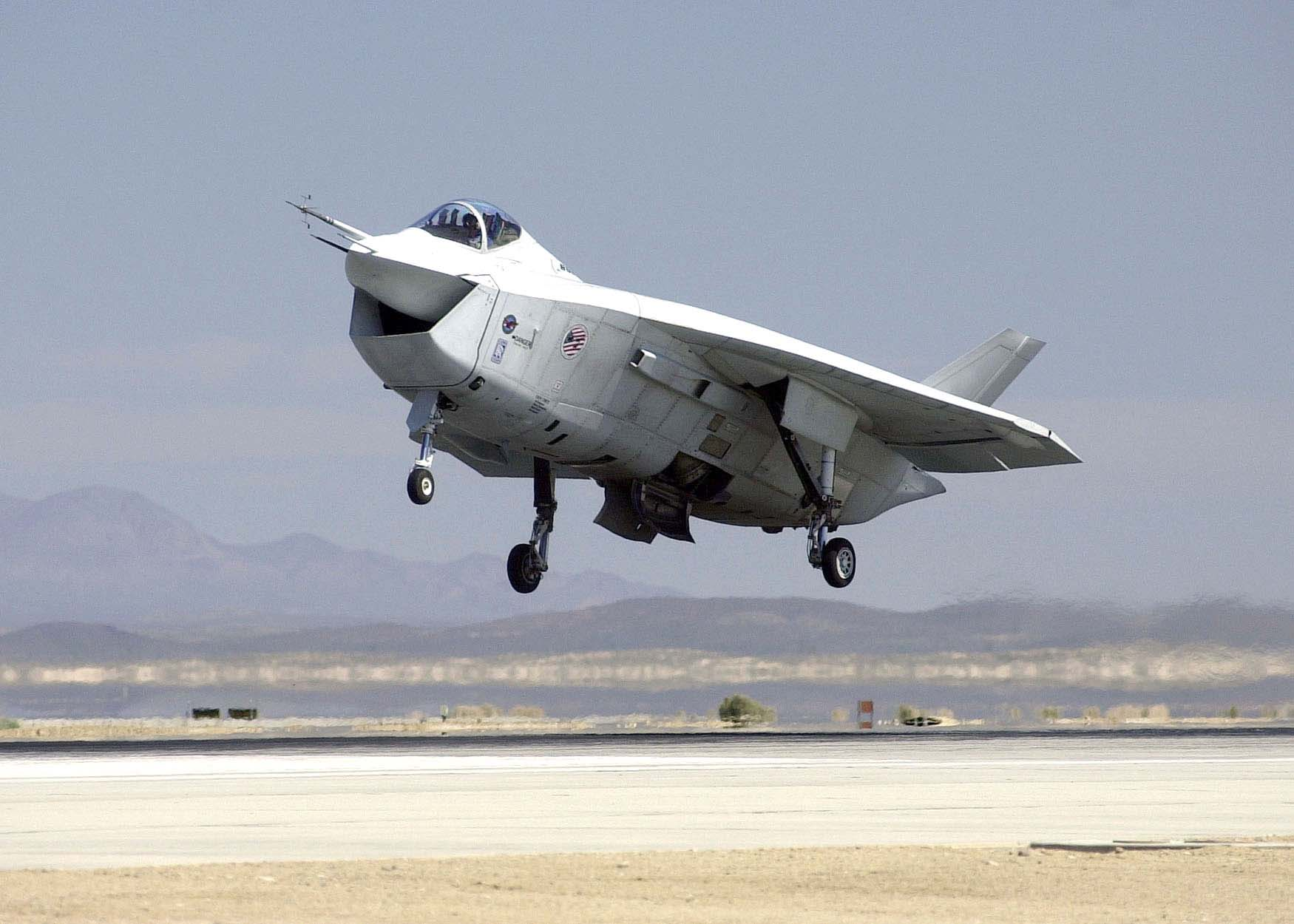
X-32B（STOVLタイプ）

ファントムワークス (Boeing Phantom Works) は、ボーイング社における主要な研究開発 (R&D) 部門である。ファントムワークスは、ボーイング社との合併前にマクドネル・ダグラス社によって設立された。その目的は先進的な軍用製品・技術の開発であった。合併後、研究開発は民間向けや宇宙開発にまで広がった。
現在ファントムワークスは、アドバンストシステムズとアドバンストテクノロジーの、2つのチームから構成されている。アドバンストシステムズでは特定の新しい市場に焦点を当てて活動している。アドバンストテクノロジーでは自社のあらゆる部門に対して、工学・情報・製造に関する技術を提供することを主任務としている。
ワシントンD.C.に本社を置くファントムワークスは、米国のほとんどのボーイング拠点でプロジェクトを展開している。国際的なグループは、主にアメリカ、イギリス、オーストラリアなど政府のためにモデリングとシミュレーションの様々な作業を行っている。

## ファントムワークスの実績

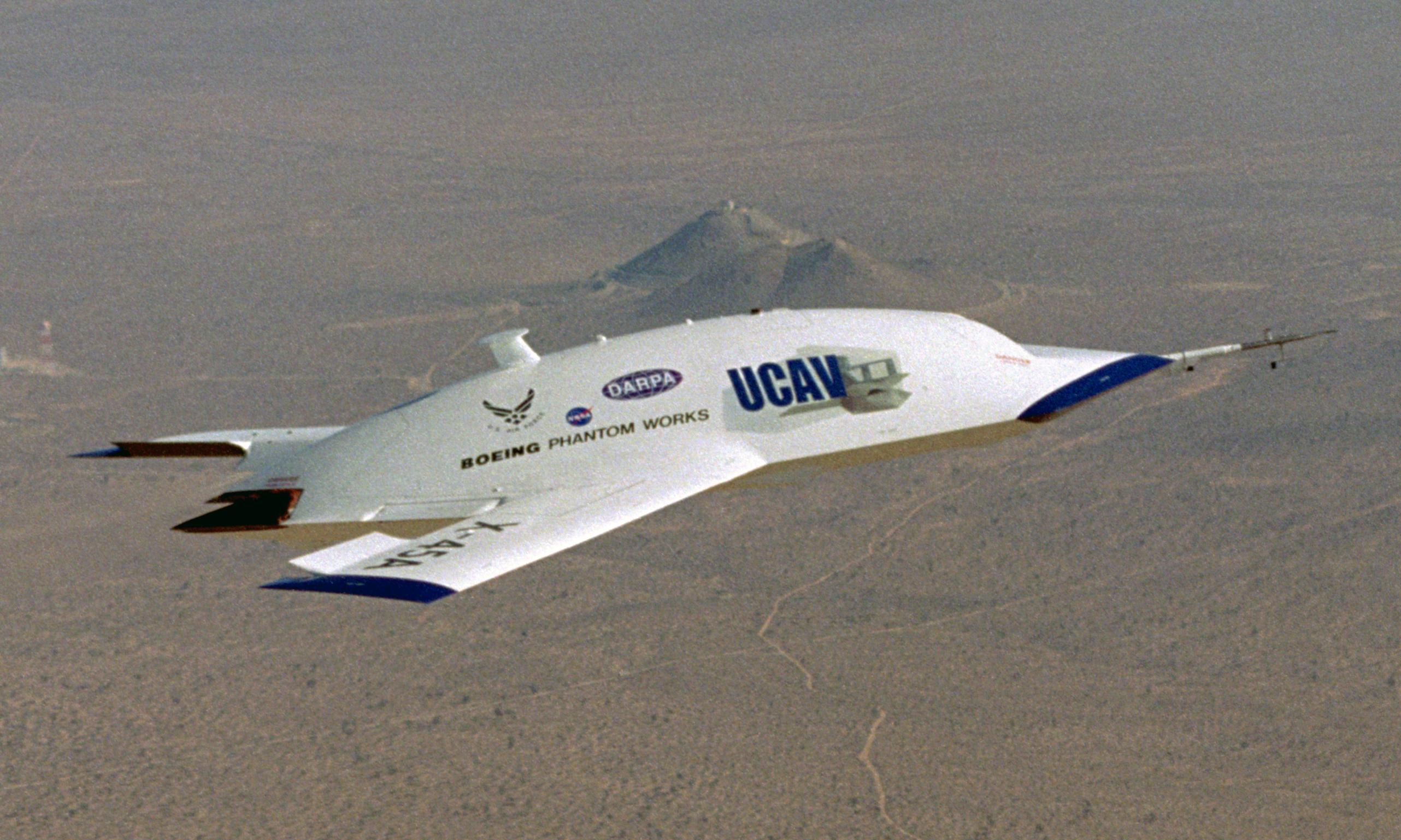
X-45A 無人攻撃実験機

- ボーイング バード・オブ・プレイ ステルス実験機
- ペリカン ULTRA
- A160 ハミングバードUAVヘリコプター
- X-32 統合戦闘攻撃機 (JSF) 計画 試作機
- X-37 先進技術実証機
- X-45 UCAV
- X-48B ブレンデッドウィングボディ
- X-53 能動空力弾性翼 実験機 (Active Aeroelastic Wing)
- クアッド・ティルトローター（ベル・ヘリコプターとの共同）
- ファントム・レイ UCAV